# Martyisdead
Martyisdead (estilizado como #martyisdead) é uma websérie de suspense tcheca que foi lançada em 20 de outubro de 2019 no Fameplay. A série com oito episódios é inspirada em casos reais de cyberbullying e conta a história de Marty, de 15 anos, que é inesperadamente encontrado morto. O programa venceu o prêmio de Melhor Série de Curta Duração no 48º Prêmio Emmy Internacional.

## Sinopse
Marty, de 15 anos, é inesperadamente encontrado morto. Tudo o que ele deixou para trás foi um rastro de vídeos horríveis filmados pouco antes de morrer. Seu pai, angustiado, reúne os pedaços arrepiantes da vida online de Marty para descobrir as circunstâncias de seu fim trágico. Inspirado em casos reais de cyberbullying.

## Elenco
- Jakub Nemčok como Martin “Marty” Biederman
- Jan Grundman como Petr Biederman, pai de Marty
- Petra Bučková como Alena Biedermanová, mãe de Marty
- Sára Korbelová como Kristýna, namorada de Marty
- Matěj Havelka como Kryštof, amigo de Marty
- Andrej Polák como professor de Marty
- Jan Zadražil como motorista de van
- Klára Miklasová como secretária
- Tomáš Bambušek como criminalista